# Lista de singles número um na Billboard Hot 100 em 1999

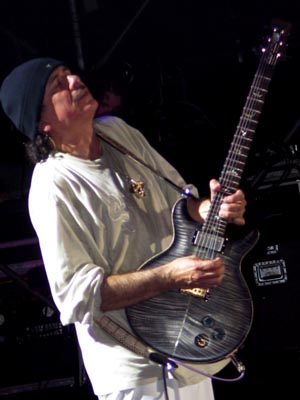
"Smooth", de Santana com a colaboração de Rob Thomas, foi a canção que mais tempo permaneceu no topo da tabela musical em 1999, durante dez semanas consecutivas.

A lista de singles número um na Billboard Hot 100 em 1999 compreende o desempenho de canções na tabela musical dos Estados Unidos. Publicada pela revista Billboard, os dados são recolhidos pela Nielsen SoundScan, baseados em cada venda semanal física e também popularidade da faixa nas estações de rádio. Durante o decorrer do ano, quinze foram as obras que atingiram o topo da parada nas 52 edições da revista, entretanto, "I'm Your Angel" do cantor R. Kelly iniciou a sua permanência na primeira colocação no ano anterior. Em 1999, onze artistas ganharam uma primeira música número um em território americano, seja como intérprete principal ou convidado, nomeadamente Britney Spears, Ricky Martin, Jennifer Lopez, Destiny's Child, Dru Hill, Kool Moe Dee, Christina Aguilera, Enrique Iglesias, Jay-Z, Santana e Rob Thomas.
A trajetória de singles no cume começou com "I'm Your Angel", que ficou durante duas publicações no primeiro lugar, e encerrou com "Smooth" de Santana com participação de Rob Thomas, que foi a canção com mais semanas na liderança, com dez consecutivas. A gravação ainda liderou a parada por duas edições em 2000. Outras faixas com uma quantidade alargada de publicações no pico foram "Livin' la Vida Loca" de Ricky Martin, "If You Had My Love" de Jennifer Lopez e "Genie in a Bottle" de Christina Aguilera, que permaneceram cinco semanas seguidas na primeira posição cada uma. "Believe", de Cher, ocupou o topo da lista por quatro edições sucessivas e foi o trabalho mais comercializado do ano, obtendo a primeira colocação no Year-End Hot 100 Chart.
Britney Spears tornou-se a primeira artista iniciante a alcançar o primeiro posto da Billboard Hot 100 e Billboard 200 simultaneamente com o álbum e single de estreia desde Kris Kross em 1992. A sua gravação "...Baby One More Time" terminou o ano como a quarta mais vendida e Spears finalizou como a cantora de melhor desempenho no periódico musical. Outros destaques de 1999 nas publicações da Billboard Hot 100 incluem Mariah Carey, que conquistou a sua décima quarta música número um com "Heartbreaker", marcando o décimo ano ininterrupto em que a vocalista colocou uma canção no cume da tabela. O grupo TLC foi o único intérprete que conseguiu emplacar duas faixas no primeiro lugar da parada, passando sete semanas na liderança com as obras "No Scrubs" e "Unpretty".

## Histórico

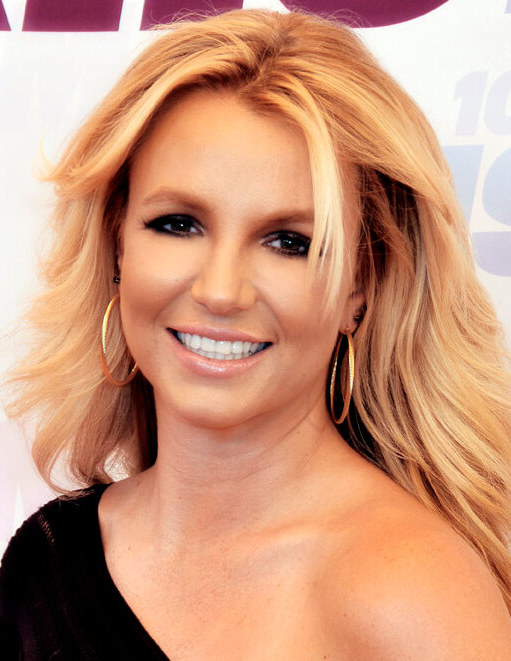
Britney Spears tornou-se a primeira artista a ocupar o cume da Billboard Hot 100 e Billboard 200 simultaneamente com o álbum e single de estreia desde Kris Kross em 1992.

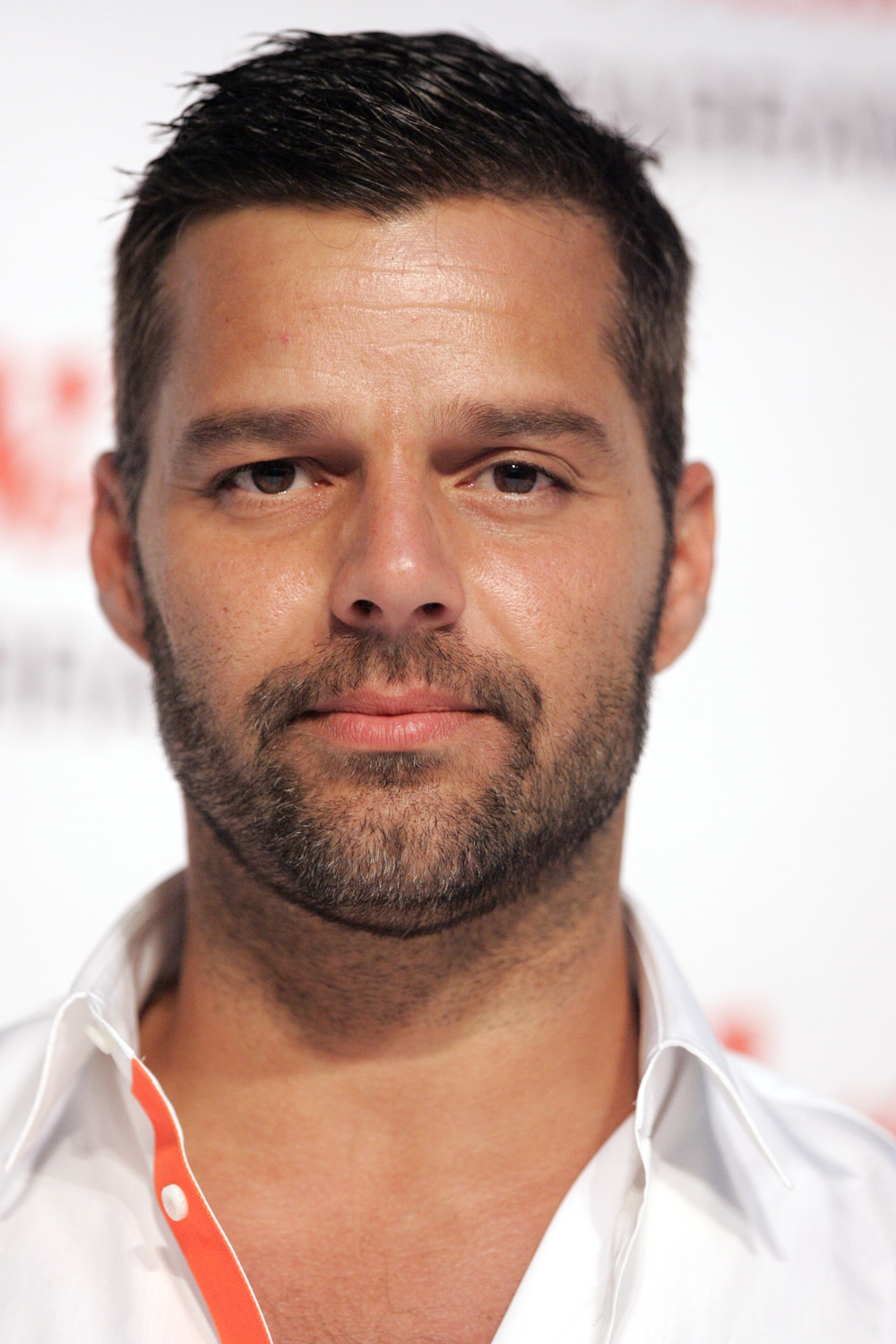
O porto-riquenho Ricky Martin conquistou seu primeiro single número um nos Estados Unidos com "Livin' la Vida Loca".

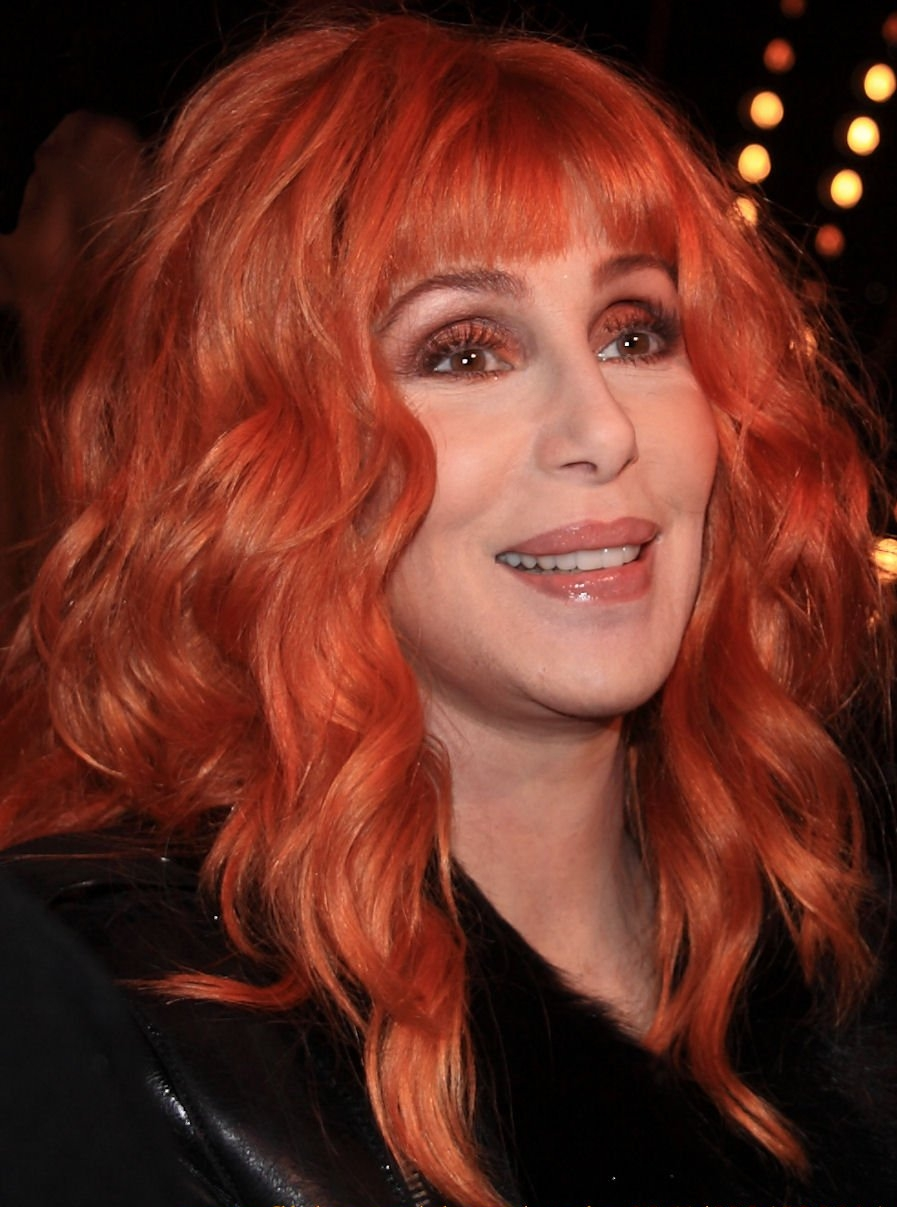
"Believe", de Cher, foi a música mais comercializada do ano e obteve a primeira colocação na tabela de final de ano.

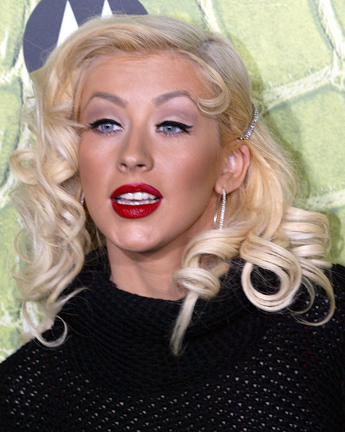
Christina Aguilera liderou a tabela pela primeira vez com "Genie in a Bottle", que fixou-se durante cinco publicações no primeiro lugar.

| Data            | Canção                  | Artista(s)                             | Referência(s) |
| --------------- | ----------------------- | -------------------------------------- | ------------- |
| 2 de janeiro    | "I'm Your Angel"        | R. Kelly com Céline Dion               | [ 22 ]        |
| 9 de janeiro    | "I'm Your Angel"        | R. Kelly com Céline Dion               | [ 23 ]        |
| 16 de janeiro   | "Have You Ever?"        | Brandy                                 | [ 24 ]        |
| 23 de janeiro   | "Have You Ever?"        | Brandy                                 | [ 25 ]        |
| 30 de janeiro   | "...Baby One More Time" | Britney Spears                         | [ 26 ]        |
| 6 de fevereiro  | "...Baby One More Time" | Britney Spears                         | [ 27 ]        |
| 13 de fevereiro | "Angel of Mine"         | Monica                                 | [ 28 ]        |
| 20 de fevereiro | "Angel of Mine"         | Monica                                 | [ 29 ]        |
| 27 de fevereiro | "Angel of Mine"         | Monica                                 | [ 30 ]        |
| 6 de março      | "Angel of Mine"         | Monica                                 | [ 31 ]        |
| 13 de março     | "Believe"               | Cher                                   | [ 32 ]        |
| 20 de março     | "Believe"               | Cher                                   | [ 33 ]        |
| 27 de março     | "Believe"               | Cher                                   | [ 34 ]        |
| 3 de abril      | "Believe"               | Cher                                   | [ 35 ]        |
| 10 de abril     | "No Scrubs"             | TLC                                    | [ 36 ]        |
| 17 de abril     | "No Scrubs"             | TLC                                    | [ 37 ]        |
| 24 de abril     | "No Scrubs"             | TLC                                    | [ 38 ]        |
| 1 de maio       | "No Scrubs"             | TLC                                    | [ 39 ]        |
| 8 de maio       | "Livin' la Vida Loca"   | Ricky Martin                           | [ 40 ]        |
| 15 de maio      | "Livin' la Vida Loca"   | Ricky Martin                           | [ 41 ]        |
| 22 de maio      | "Livin' la Vida Loca"   | Ricky Martin                           | [ 42 ]        |
| 29 de maio      | "Livin' la Vida Loca"   | Ricky Martin                           | [ 43 ]        |
| 5 de junho      | "Livin' la Vida Loca"   | Ricky Martin                           | [ 44 ]        |
| 12 de junho     | "If You Had My Love"    | Jennifer Lopez                         | [ 45 ]        |
| 19 de junho     | "If You Had My Love"    | Jennifer Lopez                         | [ 46 ]        |
| 26 de junho     | "If You Had My Love"    | Jennifer Lopez                         | [ 47 ]        |
| 3 de julho      | "If You Had My Love"    | Jennifer Lopez                         | [ 48 ]        |
| 10 de julho     | "If You Had My Love"    | Jennifer Lopez                         | [ 49 ]        |
| 17 de julho     | "Bills, Bills, Bills"   | Destiny's Child                        | [ 50 ]        |
| 24 de julho     | "Wild Wild West"        | Will Smith com Dru Hill e Kool Moe Dee | [ 51 ]        |
| 31 de julho     | "Genie in a Bottle"     | Christina Aguilera                     | [ 52 ]        |
| 7 de agosto     | "Genie in a Bottle"     | Christina Aguilera                     | [ 53 ]        |
| 14 de agosto    | "Genie in a Bottle"     | Christina Aguilera                     | [ 54 ]        |
| 21 de agosto    | "Genie in a Bottle"     | Christina Aguilera                     | [ 55 ]        |
| 28 de agosto    | "Genie in a Bottle"     | Christina Aguilera                     | [ 56 ]        |
| 4 de setembro   | "Bailamos"              | Enrique Iglesias                       | [ 57 ]        |
| 11 de setembro  | "Bailamos"              | Enrique Iglesias                       | [ 58 ]        |
| 18 de setembro  | "Unpretty"              | TLC                                    | [ 59 ]        |
| 25 de setembro  | "Unpretty"              | TLC                                    | [ 60 ]        |
| 2 de outubro    | "Unpretty"              | TLC                                    | [ 61 ]        |
| 9 de outubro    | "Heartbreaker"          | Mariah Carey com Jay-Z                 | [ 62 ]        |
| 16 de outubro   | "Heartbreaker"          | Mariah Carey com Jay-Z                 | [ 63 ]        |
| 23 de outubro   | "Smooth"                | Santana com Rob Thomas                 | [ 64 ]        |
| 30 de outubro   | "Smooth"                | Santana com Rob Thomas                 | [ 65 ]        |
| 6 de novembro   | "Smooth"                | Santana com Rob Thomas                 | [ 66 ]        |
| 13 de novembro  | "Smooth"                | Santana com Rob Thomas                 | [ 67 ]        |
| 20 de novembro  | "Smooth"                | Santana com Rob Thomas                 | [ 68 ]        |
| 27 de novembro  | "Smooth"                | Santana com Rob Thomas                 | [ 69 ]        |
| 4 de dezembro   | "Smooth"                | Santana com Rob Thomas                 | [ 70 ]        |
| 11 de dezembro  | "Smooth"                | Santana com Rob Thomas                 | [ 71 ]        |
| 18 de dezembro  | "Smooth"                | Santana com Rob Thomas                 | [ 72 ]        |
| 25 de dezembro  | "Smooth"                | Santana com Rob Thomas                 | [ 73 ]        |